# Mlynivský rajón
Mlynivský rajón (ukrajinsky Млинівський район) byl rajón ve Rovenské oblasti na Ukrajině. Hlavním městem byl Mlyniv a rajón měl přibližně 38 tisíc obyvatel. 

## Sídla v rajónu
- Mlyniv